# 태풍 미톡 (2002년)
태풍 미톡 (Typhoon Mitag) 은 2002년에 북서태평양에서 발생한 제2호 태풍이다. 5등급의 슈퍼 태풍 (SSHS)이다. 미톡은 미크로네시아 연방에서 제출한 이름으로 ‘나의 두 눈’을 뜻하는 야프어 여성 이름이다.  

## 같이 보기
- 태풍 미탁
- 태풍 아이사
- 태풍 수달
- 태풍 마이삭 (2015년)
- 태풍 우딥 (2019년)
- 태풍 수리개
- 태풍 즐라왓 (2018년)